# 精神科学研究所
精神科学研究所（せいしんかがくけんきゅうじょ）は、1940年代に存在した日本の民間シンクタンク団体。略称は精研。

## 設立に至る経緯
1938年、東京帝国大学法学部の学生であった小田村寅二郎は、国政を席巻する全体主義に対して無策、あるいは迎合して、「学問の自由」の名の下に弛緩し切っている学問風土を外部雑誌に暴露して批判、停学処分を下されていた。小田村らは「日本学生協会」を設立して自由保守主義擁護の活動を行っていたが、1940年、大政翼賛会の設立と前後して退学処分を下されていた。

## 活動
1941年1月、社会人向けの民間シンクタンクとして精神科学研究所が設立される。小田村と一高以来の同志であった田所廣泰が中心となって社会人となっていた仲間を呼び戻し、1941年2月、日本橋本石町にて発足する。
設立と同時に小冊子「支那事変解決を阻害するもの」を発行。当時日華事変は勃発から3年半に及んでおり、国内では「事変解決のため」と称して国家社会主義による統制経済への移行を目論む言論が多く、国政を指導していた昭和研究会（新体制運動）には社会主義者が入り込んでいた。また、帝国憲法下で統治権の総攬者であった昭和天皇は一日も早い戦争終結を願う勅諭・勅語を渙発していたにも拘らず、これを無視した戦争遂行方針が掲げられており、新体制運動はこの意味においても帝国憲法の運用に反し、非立憲的な存在であった。東大教授はこれを批判せずに提灯持ちに徹し、これを批判した小田村に対して言論弾圧を行った。小冊子ではこれらの勢力を批判し、立憲的で真っ当な統治体制に復するべきだ、と主張した。
冊子発行後、事実上の私有財産制の否定に憤っていた財界人を中心に精研に対する全面的な応援が為されるようになる。政治家では立憲政友会の小川平吉、三土忠造、内務次官の萱場軍蔵、財界では杉道助、吉野孝一、池田成彬、小林中、中島知久平、出光佐三らがいた。
9月にはゾルゲ事件が発覚、昭和研究会のメンバーであった尾崎秀実らがソ連のスパイ容疑で逮捕される事態になる。小田村は尾崎に対する怒りは無論のこと、彼らにいいように操られていた政権中枢の「思想的無内容」に対する憤りもあらわにする。精研に関わっていた山本勝市は1939年に笠信太郎『日本経済の再編成』が発行、マスコミに絶賛された時点で、自由経済が崩壊の危機に瀕していることを喝破しており、精研では早い段階で、共産主義陣営が新体制運動という形で日本全体に取り入ろうとしていたことを見抜いていた。
12月8日、日本は英米を相手に開戦する。翌1942年2月15日、日本軍は大英帝国の極東支配の要であったシンガポールで英国軍を圧倒、降伏に追い込む（シンガポールの戦い）。国内が歓喜に沸く中、精研は今次大戦の終結手段について研究を行う。すると、東條内閣においては戦争終結の目標策定に関する機関が存在しないという事態が判明した。更に大戦の大義として大東亜共栄圏が掲げられていたため、アジアの植民地が全て解放されるまで戦争が継続することになる。必然的に戦争は終結することなく、最終的には敗戦革命論に至ることになる。精研は文章配布や講演会を行い、東條内閣の臨戦態勢の不備に対して批判を加えていった。主張の要旨は以下の通りであった。
- 政府・軍部・学者には、天皇の大御心に対する精神が欠けている。
- いかに物資が欠乏しても、「統制経済」は決して「計画経済」にエスカレートしてはならない。
- 戦争終結について議論を行う体制を即刻に構築すべきである。

これらの主張は政財界から関心を集めたが、官憲による妨害、講演会の中止が頻発する。東條首相は当初内務省や司法省検事局に精研メンバーの検挙を打診したが、当局はいずれも精研の活動に理解を示していた。そこで東條は陸軍大臣の資格で憲兵隊を動かし、1943年2月、精研メンバーが一斉に検挙した。メンバーは結局100日余の留置の末に不起訴釈放となったが、その間に当局は精研のメンバーに共産主義者というレッテル張りをして支援者に圧力をかけ、資金源を断ってしまった。精研は1943年10月をもって解散となる。

## 後史
戦後の1956年、小田村らかつてのメンバーが中心となって国民文化研究会が結成、現在に至るまで活動を続けている。

## 発行物
シリーズ
- 精神科学研究所研究録
- 新指導者
- 思想国策叢書
- 日本世界観大学叢書
- 大東亜戦争下の思想戦略草案

単行本
- 『精神科学研究所要綱』
- 青山薫『人心操縦法:催眠術応用』
- 『天照大神論:非常時日本を照す指導原理』
- 『ソ聯の民族共同戦線について』